# Poblado ibérico del Amarejo
El poblado ibérico del Amarejo, cuya época corresponde a la Edad del Bronce, se localiza en el término municipal de Bonete (Albacete, España) en el cerro del Amarejo, a 2,5 km al sur del municipio.
Declarado Bien de Interés Cultural desde el 28 de abril de 1992, con identificador del bien otorgado por el Ministerio de Cultura de España: RI-55-0000362.
El cerro tiene forma de tronco de cono y es fácilmente identificable, con una altura de unos 50 m sobre los terrenos circundantes en la base.
En este poblado se encuentran restos de habitación y depósito votivo. Cerámicas decoradas ibéricas estilo Meca-Amarejo, vasos calados, cerámicas estampilladas, jarras, platos, vasos con decoración geométrica, recipientes de almacenamiento, timaterio y paloma. 
Se han identificado estructuras interpretadas como hornos de cervela, toneletes y ánforas. 
En la terraza superior hay un pozo de unos 4 m de profundidad, excavado en la roca e interpretado como un depósito votivo del siglo IV-II a. C. Su interior apareció relleno de adobes, cenizas, y numerosos objetos considerados ofrendas. Se especula que pudiera tratarse de una favissa, con predominio de elementos femeninos (fusayolas, agujas de coser, apliques de oro, etc.), incluyendo cintas de plomo escritas en escritura ibérica suroriental, posibles dedicatorias a una divinidad tal vez femenina. Es de destacar, entre los objetos metálicos, agujas y adornos de oro, una placa de latón (hallazgo muy raro), fíbulas y un broche de cinturón de plata, de 5,5 cm., con un guerrero ibérico y un caballo detrás del cual se adivina una palmera, que evoca imágenes iconográficas de monedas púnicas. 
Se han identificado materiales de madera parcialmente calcinados, que corresponden a piezas torneadas de fina factura, una fusayola de madera, peines (lendreras) y restos de madera que tras ser analizadas han permitido la identificación de numerosas especies como sabina, pino, encina, cerezo, chopo, álamo, vid, fresno, madroño, alcornoque y boj, lo que pone de manifiesto una vegetación mucho más abundante que en la actualidad y un clima más húmedo. 
También se han recuperado frutos y semillas como trigo, cebada, centeno, almendras, bellotas, uvas y ciruelas. Objetos de hueso como agujas decoradas y agujones de hueso y marfil, uno de ellos sin paralelos con su cuerpo superior extraordinariamente decorado. 
Entre los restos animales se han identificado huesos de oveja, cabra, buey, caballo, perro, ciervo, gallina; animales marinos como tiburón y sepia, indicativo de las relaciones comerciales con la costa.
Entre los materiales cerámicos, vasos ornitomorfos, oinochoes con decoración estilo Jumilla-Amarejo, pesas de telar, fusayolas y cuentas de collar.
Algunos datos apuntan a que los depósitos se realizarían preferiblemente en otoño, y podrían tener relación con ofrendas rituales del equinoccio de otoño. Otra observación paleoastronómica relacionada con el lugar ha puesto de manifiesto que la salida del sol en el equinoccio se produce por la cima cónica de la montaña Chinar.
Como curiosidad, la paloma del Amarejo ha sido adoptada como logotipo del Complejo Hospitalario Universitario de Albacete.